# Dichaea tuberculilabris
Dichaea tuberculilabris är en orkidéart som beskrevs av James P. Folsom. Dichaea tuberculilabris ingår i släktet Dichaea och familjen orkidéer. Inga underarter finns listade i Catalogue of Life.